# Stimmhafter alveolarer Tap
Lautliche und orthographische Realisierung des stimmhaften alveolaren Taps in verschiedenen Sprachen:
- Englisch [⁠ɾ̺⁠]: Kommt in einigen Varietäten (v. a. im kanadischen und amerikanischen Englisch) als Allophon von [⁠d⁠] und [⁠t⁠]/[⁠tʰ⁠] in unbetonten Silben vor.
  - Beispiele: rider /⁠ˈɻaɪ̯ɾ̺ɚ⁠/, better /⁠ˈbɛɾ̺ɚ⁠/
- Spanisch [⁠ɾ̺⁠]: r, wenn es nicht am Wortanfang steht und nicht auf l, n oder s folgt.
  - Beispiele: toro /⁠ˈtoɾ̺o⁠/ „Stier“
  - Anmerkung: Fälschlicherweise wird in vielen Wörterbüchern das Zeichen r verwendet, während das Digraph rr den stimmhaften alveolaren Vibranten bezeichnet.
- Japanisch [⁠ɾ⁠]: Kommt als Allophon zum Lateral [⁠ɺ⁠] (stimmhafter lateraler alveolarer Flap) vor.
  - Beispiele: 空 sora /⁠soɾa⁠/ „Himmel“